# Billet de 5 euros
Vous lisez un « bon article » labellisé en 2012.  Il fait partie d'un « bon thème ».
Ne doit pas être confondu avec Pièce de 5 euros.
Recto
Verso
Le billet de 5 euros (5 €) est le billet avec la valeur la plus basse, utilisé depuis l'introduction réelle de l'euro en 2002. Il est utilisé dans vingt États membres de l'Union européenne, quatre micro-États non-membres de l'UE mais disposant de conventions monétaires, ainsi que dans deux autres pays européens hors de l'Union qui l'ont adopté unilatéralement et sans convention monétaire.
Près de 350 millions de personnes effectuent leurs paiements en espèces avec une seule monnaie.
Il est le plus petit billet d'euro, mesurant 120 millimètres sur 62, et est de couleur grise. Il représente une arche d'architecture classique romaine sur le recto et un pont d'architecture classique sur le verso (à partir du Ier siècle).
Il possède de nombreuses caractéristiques de sécurité telles qu'un filigrane, de l'encre ultraviolette, un hologramme et des micro-impressions, qui certifient de son authenticité.
Au 1er janvier 2025, il y avait 2 206 892 889 billets de 5 euros en circulation dans le monde, pour une valeur totale de 11 034 464 445 €.

## Historique

### Avant l'introduction
L'euro est mis en place le 1er janvier 1999. L'euro devient alors la monnaie de plus de 300 millions de personnes en Europe. Pendant les trois premières années de son existence, l'euro est une monnaie « invisible », uniquement utilisée en comptabilité. L'euro liquide est officiellement introduit le 1er janvier 2002, remplaçant alors les pièces et les billets des monnaies nationales de la zone euro (douze membres à l'époque), à des taux fixes. L'euro se substitue à des monnaies telles que le franc français, le Deutsche Mark, la livre irlandaise, la lire italienne ou le florin néerlandais.

### Après l'introduction
La période de double-circulation, durant laquelle les billets et pièces des monnaies nationales et de l'euro étaient acceptés, dura deux mois, jusqu'au 28 février 2002. Date officielle à laquelle les monnaies nationales cessèrent d'avoir un cours légal. Cette date varia cependant de quelques semaines selon les pays : c'est en Allemagne où la monnaie nationale cessa d'avoir un cours légal la première, à la date du 31 décembre 2001. La période de double-circulation y durera cependant également deux mois. Même une fois le cours des anciennes monnaies devenu illégal, ces dernières continuèrent d'être acceptées par les banques centrales durant une période allant de 10 ans, voire sans limite dans le temps, selon les pays,.

## Différentes séries de billets de5 euros

### Première série
Du 1er janvier 2002, date de leur introduction, au 1er mai 2013, il y a eu une série de billets de 5 euros gardant les mêmes signes de sécurité et portant trois signatures. Le tirage initial porte la signature du président de la Banque centrale européenne, Wim Duisenberg, remplacé par Jean-Claude Trichet le 1er novembre 2003, lui-même remplacé par Mario Draghi le 1er novembre 2011. Il y a donc trois billets différents de 5 euros avec trois signatures différentes, en fonction de leur date d'impression. Toutefois, tous les billets sont estampillés 2002, date à laquelle la première série a été introduite.
Cependant, il n'y a pas trace de coupures de la première série avec la signature de M. Mario Draghi.
Après mai 2013, les billets de 5 euros de la première série continuent de circuler, mais ils ne sont plus imprimés et sont progressivement remplacés par ceux de la deuxième série.

### Deuxième série
La mise en circulation de la deuxième série, appelée série « Europe », débute le 2 mai 2013 par le billet de 5 euros. Les autres valeurs de cette nouvelle série seront introduites à intervalles réguliers jusqu’au remplacement total de la précédente. Ils comportent eux aussi des éléments graphiques inspirés du thème « Époques et styles architecturaux européens », ce qui permet aux utilisateurs de les reconnaître aisément. La nouvelle série est estampillée d'une année plus récente, en l'occurrence 2013 pour le billet de 5 euros.
Le design de cette deuxième série est rendu public le 10 janvier 2013 au Musée archéologique de Francfort (Allemagne). Bien que similaire à la première version, les nouveaux billets présentent des chiffres plus gros, une carte mise à jour, et sont à l'effigie de la princesse Europe (appartenant à la mythologie grecque) ayant donné son nom au continent européen,.
Par ailleurs, les nouveaux billets reflètent l'expansion de l'Union Européenne, en incluant Chypre et Malte.
C'est également le premier billet en euros sur lequel figurent des caractères de l'alphabet cyrillique bulgare, à la suite de l'adhésion de la Bulgarie à l'Union européenne en 2007. Ainsi, cette nouvelle série comporte le mot EBPO, qui est l'orthographe bulgare du mot EURO, ainsi que l'abréviation ЕЦБ (pour Европейска централна банка, « Banque centrale européenne »),.

### Comparaison visuelle
|                                 |  |                                  |
| Avers du premier billet de 5 €. |  | Revers du premier billet de 5 €. |

|                                |  |                                 |
| Avers du second billet de 5 €. |  | Revers du second billet de 5 €. |

### Signatures
| Série(s)                      | Président           | Signature                         |
| ----------------------------- | ------------------- | --------------------------------- |
| 1re série                     | Wim Duisenberg      | Signature de Wim Duisenberg.      |
| 1re série                     | Jean-Claude Trichet | Signature de Jean-Claude Trichet. |
| 1re série et série « Europe » | Mario Draghi        | Signature de Mario Draghi.        |
| Série « Europe »              | Christine Lagarde   | Signature de Christine Lagarde.   |

## Design
Le billet de 5 euros est le billet en euro avec la valeur la plus faible, mesurant 120 sur 62 millimètres et de couleur grise. Tous les billets de banque en euro représentent des ponts et des arches dans des styles historiques européens différents. Celui de 5 euros dépeint l'ère classique romaine (à partir du Ier siècle). Les dessins initiaux de Robert Kalina devaient représenter de vrais monuments existants, mais pour des raisons politiques, le pont et l'arche sont juste des exemples hypothétiques de l'ère architecturale classique.
Comme sur tous les billets en euro, on peut observer la dénomination du billet (5 EURO/ΕΥΡΩ/ЕВРО), le drapeau de l'UE, la signature du président de la BCE, les initiales de la BCE dans toutes les langues officielles de l'UE au moment de la création de chaque série (1re série : BCE, ECB, EZB, EKP, EKT ; 2e série : BCE, ECB, EЦБ, EZB, EKP, EKT, EKB, BĆE et EBC), une carte de l'Europe, une représentation des territoires d'outre-mer de l'UE (on peut observer, en bas au centre, les îles Canaries et d'autres territoires français utilisant l'euro) et les étoiles du drapeau de l'UE.

### Caractéristiques de sécurité
Les billets de 5 euros sont protégés par une bande holographique, une bande de couleur dorée, une constellation EURion, un filigrane, des micro-impressions, de l'encre ultraviolette, une impression en relief, un fil de sécurité, des micro-perforations, un traitement infrarouge, un nombre incomplet (visible par transparence), et un numéro de série.

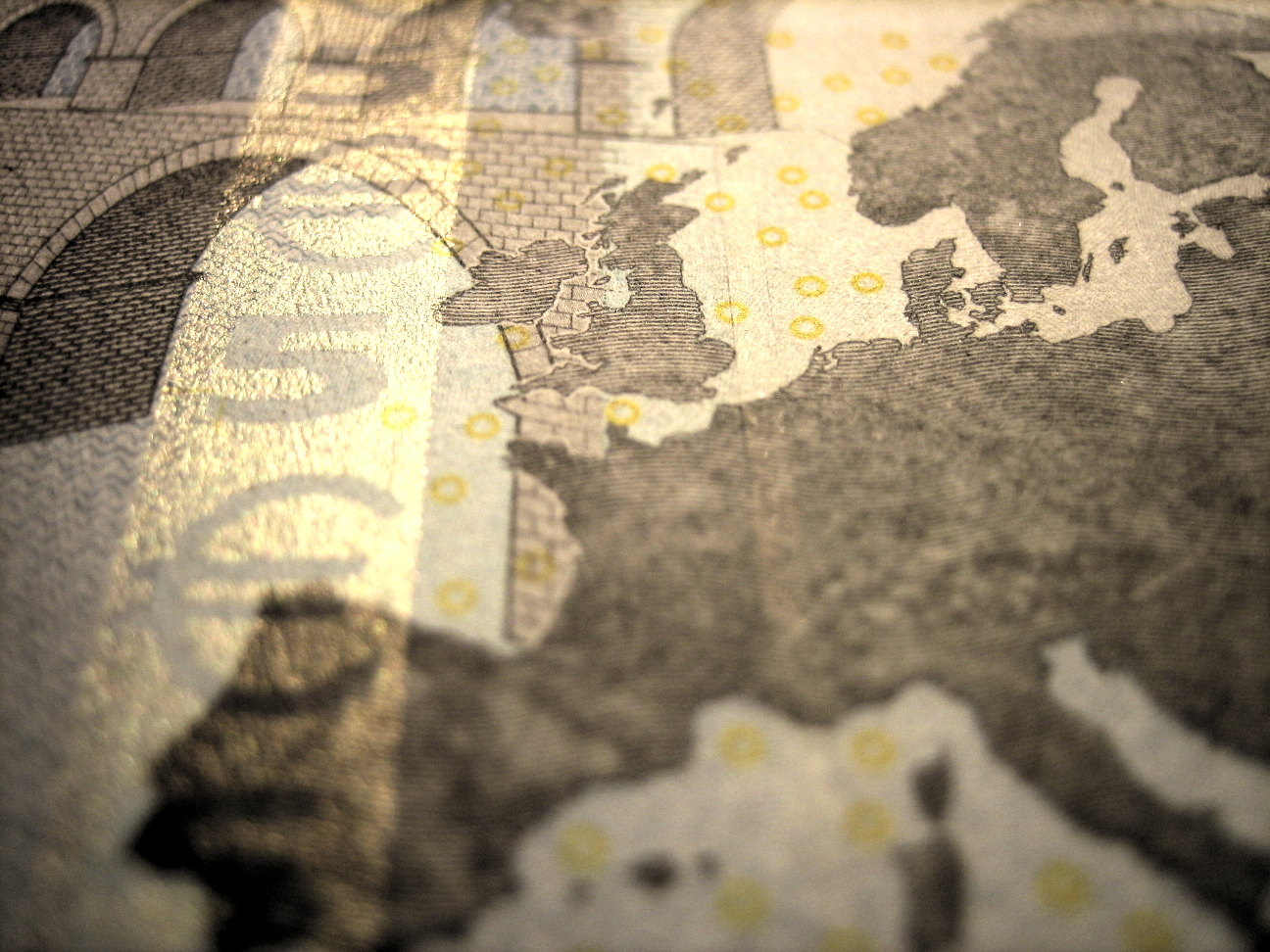
Vue de près et inclinée d'un billet de 5 euros. On peut y observer la bande de couleur dorée.

### Identification des billets

#### Première série
Chaque coupure de 5 euros possède un numéro de série commençant par une lettre qui correspond à la banque centrale à laquelle il est destiné. L'imprimeur est signalé par une lettre dans l'étoile du recto. Cette lettre est suivie par une série de chiffres désignant la matrice utilisée à l'impression puis par un code (une lettre et un chiffre) correspondant à la position du billet sur la planche.

#### Deuxième série
Chaque billet de la deuxième série possède un numéro de série qui commence par deux lettres. La première correspondant à l'imprimeur, dont les codes diffèrent des précédents, en partie inspirés par les anciens codes d'identification de la banque centrale destinataire des billets. La seconde varie séquentiellement en suivant l'alphabet, en parallèle avec la séquence numérique. La mention de la banque centrale destinataire disparaît donc.

#### Liste des codes
La page "détail des codes d'identification" reprend l'ensemble des codes pour les deux séries.

## Production et stockage des billets

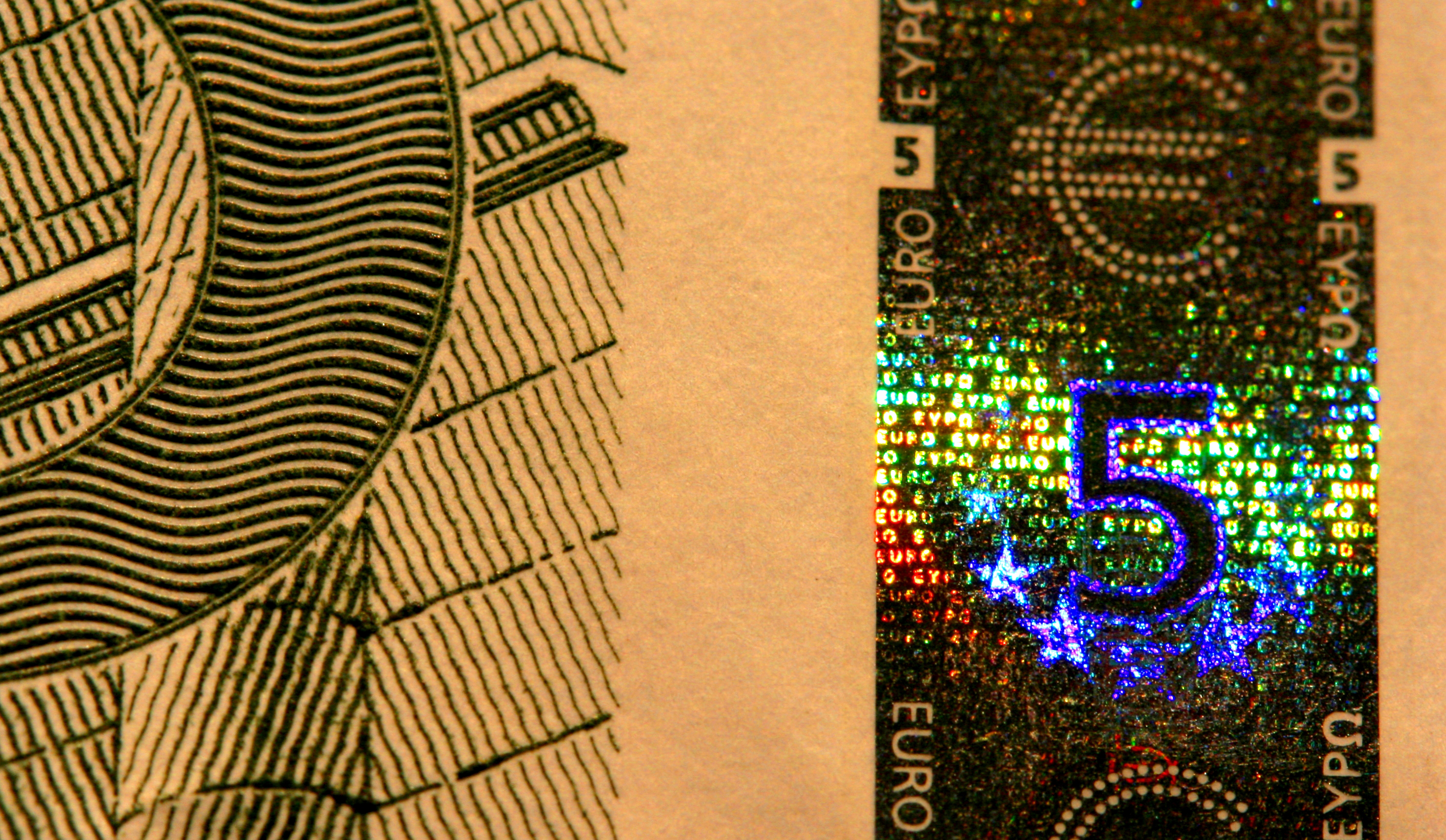
Bande holographique sur un billet de 5 euros.

En avril 2001, la BCE a décidé qu’après l'introduction de l’euro, la production des billets serait décentralisée et mise en commun (pooling). Dès lors, depuis 2002, chaque banque centrale nationale de chaque État membre de la zone euro fournit une partie de la production annuelle totale de certains billets. La banque centrale concernée prend en charge les coûts de production au titre de la part qui lui a été indiquée.
En septembre 2002, la BCE a décidé de mettre en place un stock stratégique de l’Eurosystème (c’est-à-dire la Banque centrale européenne (BCE) et les dix‑sept banques centrales nationales (BCN) de la zone euro). Ce stock est utilisé dans des circonstances exceptionnelles, lorsque les stocks au sein de la zone euro sont insuffisants pour faire face à une hausse inattendue de la demande de billets ou en cas d’interruption inattendue de l’approvisionnement en billets. Les stocks permettent aux banques centrales nationales de gérer à tout moment une variation de la demande de billets. Grâce aux stocks logistiques, il est possible de répondre à la demande de billets dans des circonstances normales. Ces stocks permettent également de remplacer ceux devenus impropres à la circulation, de faire face à une progression inattendue de leur utilisation, de répondre aux fluctuations saisonnières de la demande et d’optimiser le transfert des billets entre les succursales des banques centrales.

## Émission du billet
Légalement, la Banque centrale européenne et les banques nationales de chaque pays membre de la zone euro ont le droit d'émettre les 7 billets différents. En pratique, seules les banques nationales sont dans la capacité d'émettre ces derniers. La Banque centrale européenne ne possède pas de caisses et n'est impliquée dans aucune opération de trésorerie.

## Circulation
Au 1er janvier 2025, il y avait 2 206 892 889 billets de 5 euros en circulation dans le monde, pour une valeur totale de 11 034 464 445 €.
La Banque centrale européenne contrôle constamment la circulation et le stock de pièces et de billets en euro. C'est une tâche effectuée par l'Eurosystème (c’est-à-dire la Banque centrale européenne (BCE) et les vingt banques centrales nationales (BCN) de la zone euro) pour assurer un approvisionnement efficace et sans heurts de l'euro et pour en maintenir l'intégrité.
Le lancement des billets de 5 euros de la deuxième série s'est avéré difficile. En effet, certains commerçants refusaient les paiements avec ces nouveaux billets, ignorant qu'ils avaient été mis en circulation depuis le 2 mai 2013. Ces billets ne passaient également pas dans les caisses automatiques et dans tous les détecteurs de fausse monnaie, les machines agréées par la banque centrale n'ayant pas encore été toutes réglées pour ce billet.

### Statistiques
La Banque centrale européenne fournit chaque mois des statistiques sur le nombre de billets en circulation.
Il s’agit d’un nombre net, à savoir du nombre de billets émis, diminué de la somme des billets retirés ou rentrés et des billets en dépôt dans les banques nationales de la zone euro.
Les chiffres fournis sont les suivants :
| Année                                                     | Coupures      | Montant       | Année | Coupures      | Montant       | Année | Coupures      | Montant       |
| --------------------------------------------------------- | ------------- | ------------- | ----- | ------------- | ------------- | ----- | ------------- | ------------- |
| *                                                         | 1 919 890 327 | 9 599 451 635 | 2005  | 1 284 662 576 | 6 423 312 880 | 2009  | 1 497 585 692 | 7 487 928 460 |
| 2002                                                      | 1 190 571 219 | 5 952 856 095 | 2006  | 1 345 643 994 | 6 728 219 970 | 2010  | 1 522 271 959 | 7 611 359 795 |
| 2003                                                      | 1 218 288 843 | 6 091 444 215 | 2007  | 1 421 089 850 | 7 105 449 250 | 2011  | 1 545 677 368 | 7 728 386 840 |
| 2004                                                      | 1 246 528 720 | 6 232 643 600 | 2008  | 1 475 610 499 | 7 378 052 495 | 2012  | 1 613 104 679 | 8 065 523 395 |
| * : au lancement de l'euro fiduciaire (1er janvier 2002). |               |               |       |               |               |       |               |               |

Le 2 mai 2013, une nouvelle série « Europe » a été émise.
Les billets de la première série ont été émis concurremment durant quelques mois avec ceux de la série « Europe » jusqu’à épuisement des stocks existants, puis progressivement retirés de la circulation. Les deux séries circulent donc parallèlement mais la proportion tend inévitablement vers une forte diminution de la première série.
| Année | Coupures      | Montant       | Reliquat 1re série | Proportion | Année | Coupures      | Montant        | Reliquat 1re série | Proportion |
| ----- | ------------- | ------------- | ------------------ | ---------- | ----- | ------------- | -------------- | ------------------ | ---------- |
| 2013  | 1 672 391 858 | 8 361 959 290 | 829 305 109        | 49,6 %     | 2018  | 1 935 901 993 | 9 679 509 965  | 292 374 602        | 15,1 %     |
| 2014  | 1 715 872 011 | 8 579 360 055 | 500 770 403        | 29,2 %     | 2019  | 1 988 757 004 | 9 943 785 020  | 278 152 931        | 14,0 %     |
| 2015  | 1 766 164 560 | 8 830 822 800 | 397 807 951        | 22,5 %     | 2020  | 1 989 596 386 | 9 947 981 930  | 267 275 834        | 13,4 %     |
| 2016  | 1 805 152 448 | 9 025 762 240 | 342 245 848        | 19,0 %     | 2021  | 2 042 748 557 | 10 213 742 785 | 266 983 450        | 13,1 %     |
| 2017  | 1 863 194 983 | 9 315 974 915 | 311 560 798        | 16,7 %     |       |               |                |                    |            |

La publication des statistiques les plus significatives du nombre de billets en circulation relevées chaque année est celle du 31 décembre, ce nombre étant le plus élevé de l'année.
Cette émission du billet de 5 euros a une particularité puisqu'au lancement de l'euro fiduciaire le 1er janvier 2002, le chiffre fourni par la BCE est de 1 919 890 327 billets, pour redescendre au plus bas en avril 2003 à 1 093 196 201 billets; la quantité de départ n'a été re-dépassée que le 1er janvier 2019.
Les statistiques pour l'ensemble des billets et pour chaque valeur au 1er janvier 2021 sont disponibles à la page générale des billets de banque en euros.

### Suivi des billets
Il existe plusieurs sites web et communautés qui permettent de suivre les billets de banque en euro, de savoir où ils voyagent et où ils ont voyagé. Le site web le plus connu est EuroBillTracker. Le but est d'enregistrer le plus de billets possibles afin de connaître les détails de leur propagation, par exemple de où et vers où les billets se déplacent. Ou encore où un billet a été vu, pour générer des statistiques et des classements, par exemple, dans quels pays il y a le plus de billets. EuroBillTracker a enregistré plus de 96 millions de billets en octobre 2011, soit plus de 1,876 milliard d'euros.

## Contrefaçon
Selon la BCE, les billets en euro sont difficiles à contrefaire en raison d'un nombre important de signes de sécurité. Le billet de 5 € est le moins contrefait avec celui de 500 €. Il représentait 0,5 % des billets en euro contrefaits au second semestre 2011, soit 1 550 contrefaits. La BCE et les banques centrales nationales recommandent d'être vigilant, et de reconnaître les faux-billets par la méthode simple de Toucher-Regarder-Incliner.
Pour lutter contre cette contrefaçon, la BCE utilise des techniques de pointe lors de l'impression et utilise un certain nombre de signes de sécurité qui suffisent à dissuader les faux-monnayeurs. Elle dispose d'un centre d'analyse de la contrefaçon, qui coopère étroitement avec Europol. Ce centre analyse les contrefaçons récupérées par la police afin de mieux les prévenir. La BCE dispose également d'un Groupe de dissuasion de la contrefaçon des banques centrales (CBCDG). Ce groupe a pour mission de dissuader la contrefaçon numérique et, en empêchant la production de faux billets, de réduire les dommages causés aux particuliers et aux entreprises qui seraient amenés à recevoir de faux-billets. Il utilise des technologies de lutte contre la contrefaçon qui empêchent l’acquisition ou la reproduction, au moyen d’ordinateurs individuels ou d’outils d’imagerie numérique, de l’image d’un billet protégé. Le CBDG a également pour but de prévenir la reproduction non autorisée de billets.

## Impact environnemental
L'UE étant une institution ayant une politique environnementale très stricte, il était important à ses yeux de minimiser l'impact environnemental au sein de la fabrication de coupures en euro. La Banque centrale européenne dit essayer assidûment de faire un usage judicieux des ressources naturelles dans sa fourniture en billets, en gardant la qualité de l'environnement et en garantissant la santé des personnes.
Les billets de banque en euro sont sains d'utilisation : des tests indépendants confirment qu'ils satisfont tous les critères imposés par l'Union européenne, y compris ceux sur les substances chimiques utilisées. Toutes les substances utilisées sont dans une concentration en dessous de toute limite.

## Vers un remplacement par une pièce?
Avec l'inflation, il est probable que le billet de 5 euros sera à terme remplacé par une pièce. Arguant de sa faible durée de vie par rapport aux pièces, certains ateliers de frappe tels que la Monnaie de Paris font campagne pour hâter ce passage, mais il n'est pas à l'ordre du jour pour la BCE, comme le montre le lancement de la deuxième série du billet.
Une pièce de 5 euros en métal non précieux destiné à la circulation courante en Allemagne a été mise en circulation le 14 avril 2016 à deux millions d'exemplaires. Vu le faible tirage, et la publicité faite autour de cet événement, il est très probable que cette pièce soit collectionnée et ne circule pas de facto. Il s'agit toutefois d'une étape qui va dans la direction de la création pour toute la zone euro d'une pièce de monnaie de cette valeur faciale.

## Sources
- (en) Cet article est partiellement ou en totalité issu de l’article de Wikipédia en anglais intitulé « 5 euro note » (voir la liste des auteurs).

#### Conventions monétaires et législation
- Convention monétaire entre le gouvernement de la République française et le gouvernement de Son Altesse sérénissime le prince de Monaco, JOUE, 31 mai 2002, 15 p. (lire en ligne)
- Convention monétaire entre la République italienne, au nom de la Communauté européenne, et la République de Saint-Marin, JOUE, 27 juillet 2001, 4 p. (lire en ligne)
- Convention monétaire entre la République italienne, au nom de la Communauté européenne, et l'État de la Cité du Vatican, représenté par le Saint-Siège, 25 octobre 2001, 4 p. (lire en ligne)
- Accord monétaire entre l'Union européenne et la Principauté d'Andorre (lire en ligne)

#### Sites officiels
- (en) Alf Young, « Témoin d'une étape importante de l'histoire européenne », The Herald,‎ 1er janvier 2002 (lire en ligne, consulté le 23 octobre 2011)
- BCE, « Carte de la zone euro », sur le site de la Banque centrale européenne
- (en) BCE, « Le 10e anniversaire des billets et pièces en euros », sur le site officiel de la Banque centrale européenne, 1er décembre 2011 (consulté le 2 décembre 2011)
- BCE, « Introduction - la production et les stocks de billets », sur le site officiel de la Banque centrale européenne (consulté le 10 mai 2012)
- BCE, « Les billets - les sept coupures », sur le site officiel de la Banque centrale européenne (consulté le 10 mai 2012)
- BCE, « Les signes de sécurité : Incliner », sur le site de la Banque centrale européenne (consulté le 10 mai 2012)
- BCE, « Signes de sécurité supplémentaires », sur le site de la Banque centrale européenne (consulté le 10 mai 2012)
- BCE, « Les signes de sécurité : Regarder », sur le site de la Banque centrale européenne (consulté le 10 mai 2012)
- BCE, « Les signes de sécurité : Toucher », sur le site officiel de la Banque centrale européenne, 2002 (consulté le 9 octobre 2011)
- BCE, « Caractéristiques de sécurité », sur le site officiel de la Banque centrale européenne, 2008 (consulté le 13 octobre 2011)
- BCE, « Introduction - L'utilisation de l'euro », sur le site de la Banque centrale européenne (consulté le 10 mai 2012)
- BCE, « Concours graphique organisé en vue de la première série de billets en euros », sur le site de la Banque centrale européenne (consulté le 10 mai 2012)
- (en) « Pièces en euro d'Andorre », sur Eurocoins.co.uk, 2003 (consulté le 15 octobre 2011)
- (it) « Cambio banconote e monete in lire », sur le site de la Banque d'Italie, 13 avril 2011 (consulté le 14 octobre 2011)
- BCE, « Les effets de la production et de l’utilisation des billets en euros sur l’environnement », sur le site officiel de la Banque centrale européenne, 20 décembre 2007 (consulté le 2 décembre 2011)
- BCE, « La lutte contre la contrefaçon », sur le site officiel de la Banque centrale européenne
- BCE, « Note d’information semestrielle sur la contrefaçon des billets en euros », sur le site officiel de la Banque centrale européenne, 16 janvier 2012
- (en) Philippe Girolami, Anssi Johansson, Marko Schilde, « À propos du site », sur EuroBillTracker, 1er janvier 2002 (consulté le 21 octobre 2011)
- (en) Philippe Girolami, Anssi Johansson, Marko Schilde, « Statistiques », sur EuroBillTracker, 1er janvier 2002 (consulté le 21 octobre 2011)
- (en) BCE, « Circulation », sur le site de la Banque centrale européenne, août 2011 (consulté le 13 octobre 2011)
- (en) BBC News, « Money talks - the new euro cash », BBC News,‎ décembre 1996 (lire en ligne, consulté le 13 octobre 2011)
- BCE, « Les billets - les éléments graphiques », sur le site de la Banque centrale européenne (consulté le 10 mai 2012)
- (en) BCE, « Le 10e anniversaire des billets et pièces en euros », sur le site officiel de la Banque centrale européenne, 1er décembre 2011 (consulté le 2 décembre 2011)
- BCE, « Introduction - la production et les stocks de billets », sur le site officiel de la Banque centrale européenne (consulté le 10 mai 2012)
- BCE, « Graphisme de la série « Europe » », sur L'euro, notre monnaie (consulté le 22 mai 2013)